# Tuor
Tuor, fill de Huor, és un personatge fictici de l'univers de J.R.R. Tolkien, la Terra Mitjana. Pertanyia a la tercera casa dels edain, i era l'únic fill de Huor i Na Rían.
Tuor es va casar amb l'elf Ídril Celebríndal, donant lloc a la segona unió entre elfs i homes. D'ell descendeix la nissaga dels mitjos elfs: és el pare d'Eàrendil, l'avi d'Élrond i Élros, i és ascendent dels Reis de Númenor, Àrnor, Góndor i d'Àragorn.
Huor va morir a la Nirnaeth Arnoediad l'any 471 de la Primera Edat, just abans del naixement de Tuor. Quan va néixer va ser educat pels elfs, però aviat va ser capturat pels orientalencs que treballaven al servei de Mórgoth i que oprimien les restes de la Casa de Hàdor.
Tuor va fugir, i va portar una vida de figitiu. Un dia, el vala Ulmo se li aparegué i li va ordenar d'anar a la ciutat oculta de Gondolin per transmetre-li un missatge al rei Turgon.
A l'arribar a Gondolin conegué la filla de Turgon, ídril, i es van enamorar. El casament era la segona unió entre elfs i homes després de la de Beren i Lúthien. Van tenir un fill, Eàrendil.
Quan Eàrendil era tan sols un nadó, va tenir lloc la caiguda de Gondolin. Tuor va fugir amb la seva esposa, el seu fill i alguns elfs més a les Boques del Sírion. Allà va construir el vaixell Eärramë ("Ala del mar") i va viatjar cap a l'oest amb Ídril. Entre els Éldar i els Edain es creu que van arribar a Vàlinor sobrepassant la prohibició dels Vàlar, i que Tuor viu allà entre els elfs immortals.
La història d'en Tuor i de la caiguda de Góndolin és una de les tres Grans Històries dels Dies de l'Antigor i la podem trobar als llibres El Silmaríl·lion i Contes inacabats de Númenor i la Terra Mitjana.

## Genealogia de la Casa de Hàdor (o Casa de Marach)
```
                             
Màrach

                               |
                            Malach = Meldis
                                   |
  -----------------------------------------------
  |                |

Adanel
 = 
Belemir
             Magor           Altres
                               |
                             Hathol
                               |
              Gildis = 
Hàdor Lórindol
 
                               |
              ----------------------------------
              |                   |
           Gundor      
Gàldor
 = 
Hàreth
        
Glóredhel
 = 
Haldir

                              |
                    ---------------                     |
                    |                     |
          
Morwen
 = 
Hurin
         
Huor
 = 
Rían
           
Hàndir

                 |                    | 
       ----------------------         |                    |
       |         |         |                    |
     
Turin
     
Lalaith
   
Nienor
     
Tuor
 = 
Idril
        
Bràndir

                                         |
                                     
Eàrendil
 = 
Elwing

                                              |
                                     ------------------
                                     |
                                  
Élros
            
Élrond
```